# Pierres Folles du Follet

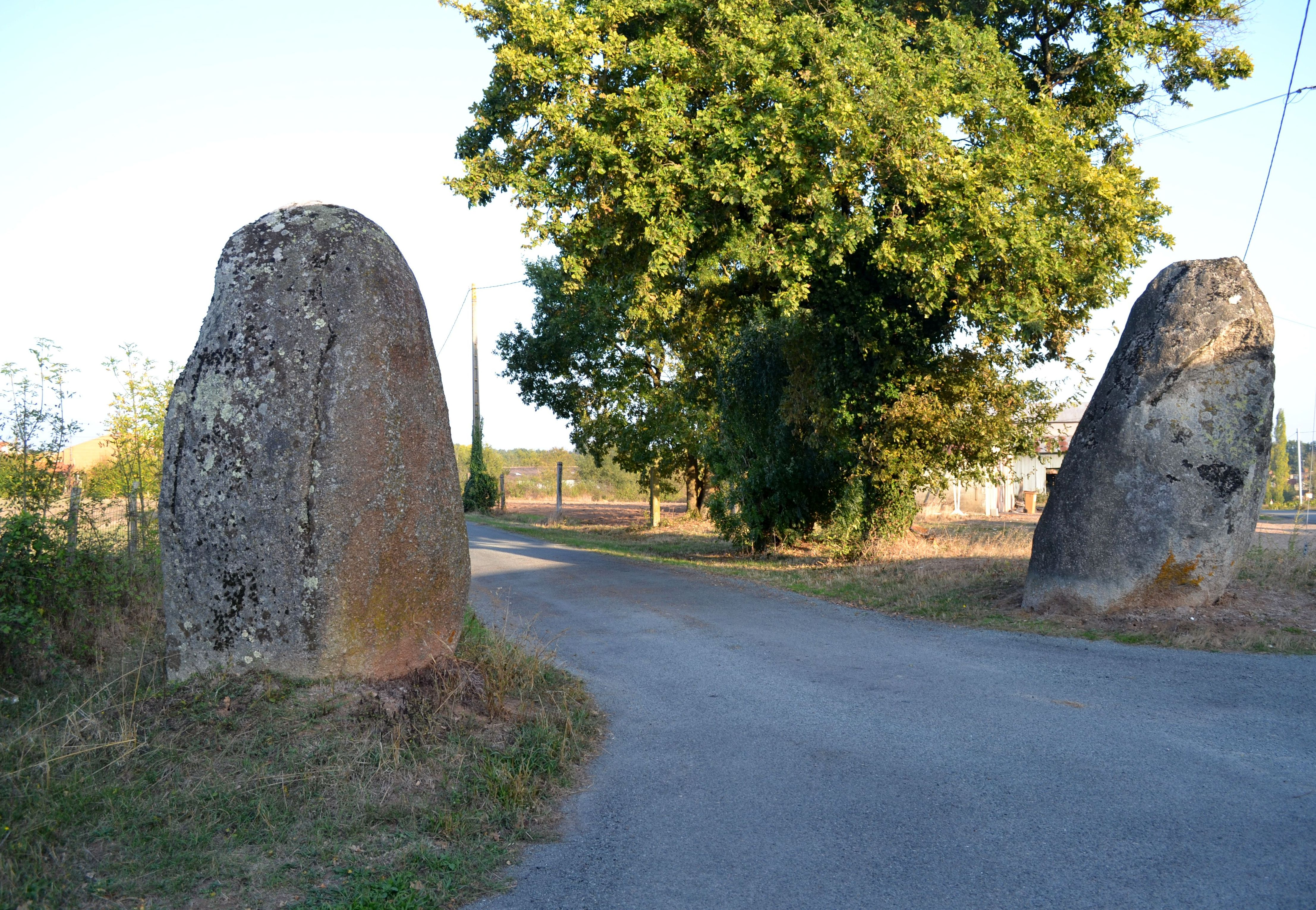
Pierres Folles

Die beiden Menhire Pierres Folles du Follet stehen wie zwei riesige Torpfosten beiderseits einer Hofzufahrt im Weiler Follet, südlich der D19 und südlich von Rosnay bei La Roche-sur-Yon im Département Vendée in Frankreich. 
Die Pierres Folles (deutsch „verrückte Steine“) sind zwei etwa 3,5 Meter hohe neolithische Menhire, die etwa 11,0 und 15,0 Tonnen wiegen und seit 1984 als Monuments historiques klassifiziert sind.
Der Legende nach kam der Riese Gargantua  gerne ins Poitou, um Minche zu spielen. Während des Spiels zertrümmerte er Häuser und Herden und wurde zum Schrecken der Region. Als er eines Tages in Rosnay spielte zerquetschte er ein Dutzend Schafe. Die Hunde der Herde bissen ihn in die Ferse. Nachdem er sie nicht erwischen konnte, warf er ihnen zwei Pucks nach ihnen, die im Boden stecken blieben und die Pierres Folles de Follet bildeten. 